# كيمياء كهربائية حيوية
الكيمياء الكهربائية الحيوية هي فرع من الكيمياء الكهربائية والكيمياء الفيزيائية الحيوية المعنية بموضوعات الفيزيولوجيا الكهربية مثل نقل الإلكترون والبروتون في الخلية وإمكانات غشاء الخلية وتفاعلات القطب الكهربائي لإنزيمات الأكسدة والاختزال.
التفاعلات والنظام الكهروكيميائي الحيوي لها تأثير مباشر في تطوير التكنولوجيا الحيوية، وفي تصميم الأجهزة الطبية، وفي سلوك مجمعات بروتين الحمض النووي، وفي مفاهيم الطاقة الخضراء والطاقة الحيوية، وتجعل من الممكن فهم عملية التمثيل الغذائي لجميع الكائنات الحية (مثل البشر) حيث الجزيئات الحيوية جزء لا يتجزأ من الصحة والأداء السليم. في السنوات الأخيرة، كرس العديد من الباحثين أنفسهم لدراسة إنزيمات الأكسدة والاختزال المختلفة باستخدام الكيمياء الكهربائية، بهدف فهم آلياتها وتطوير الأنودات الحيوية والكاثودات الحيوية الواعدة لخلايا الوقود الحيوي بالإضافة إلى تطوير أجهزة الاستشعار الحيوية وأجهزة الإلكترونيات الحيوية القابلة للزرع.